# Emmericher Ward
Emmericher Ward is een natuurreservaat in Duitsland gelegen op de rechteroever van de Rijn, in de uiterwaarden ten westen van de stad Emmerik. Het is een van de zes natuurgebieden in deze gemeente. 

## Geografie
Emmericher Ward heeft een oppervlakte van ongeveer 3,1 km². Het gebied is onbewoond. Het grenst in het westen aan Spijk in Nederland, in het noorden aan de dorpen Elten en Hüthum en in het zuiden aan de Rijn (Bijlands Kanaal). Ten oosten ervan bevindt zich het Hüthumer Meer, een binnenmeer met Yachthaven Emmerich, en ook de Rijnbrug naar Kleef. 

## Toegankelijkheid
Over de dijk, die de noordelijke grens van het gebied vormt, verloopt een fietspad dat Emmerik verbindt met Spijk. In het gebied bevond zich vroeger een traject van de lijn Spoorlijn Zevenaar - Kleef; bij Welle werden de treinen per veerpont overgezet naar Spyck.

## Afbeeldingen

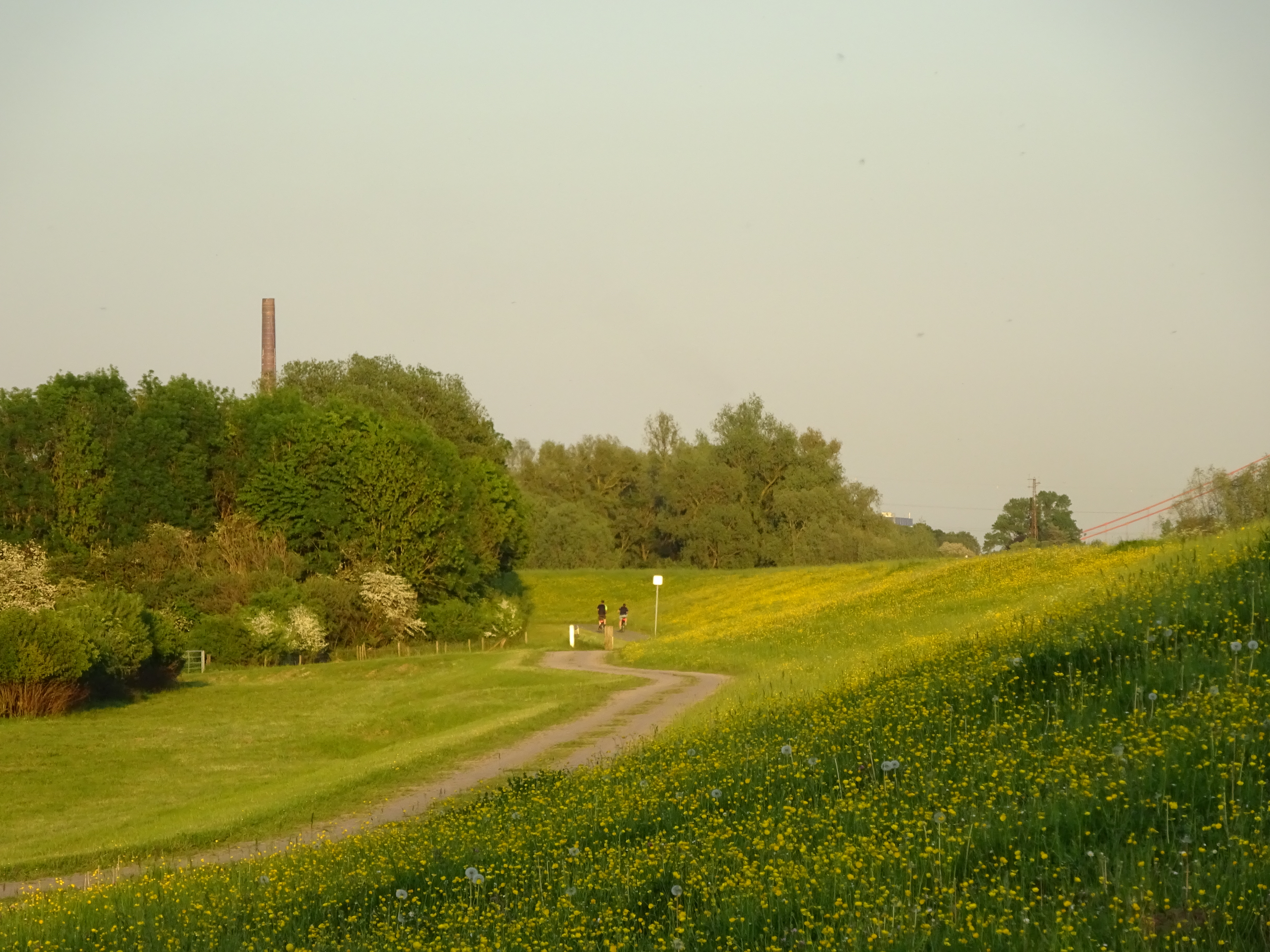
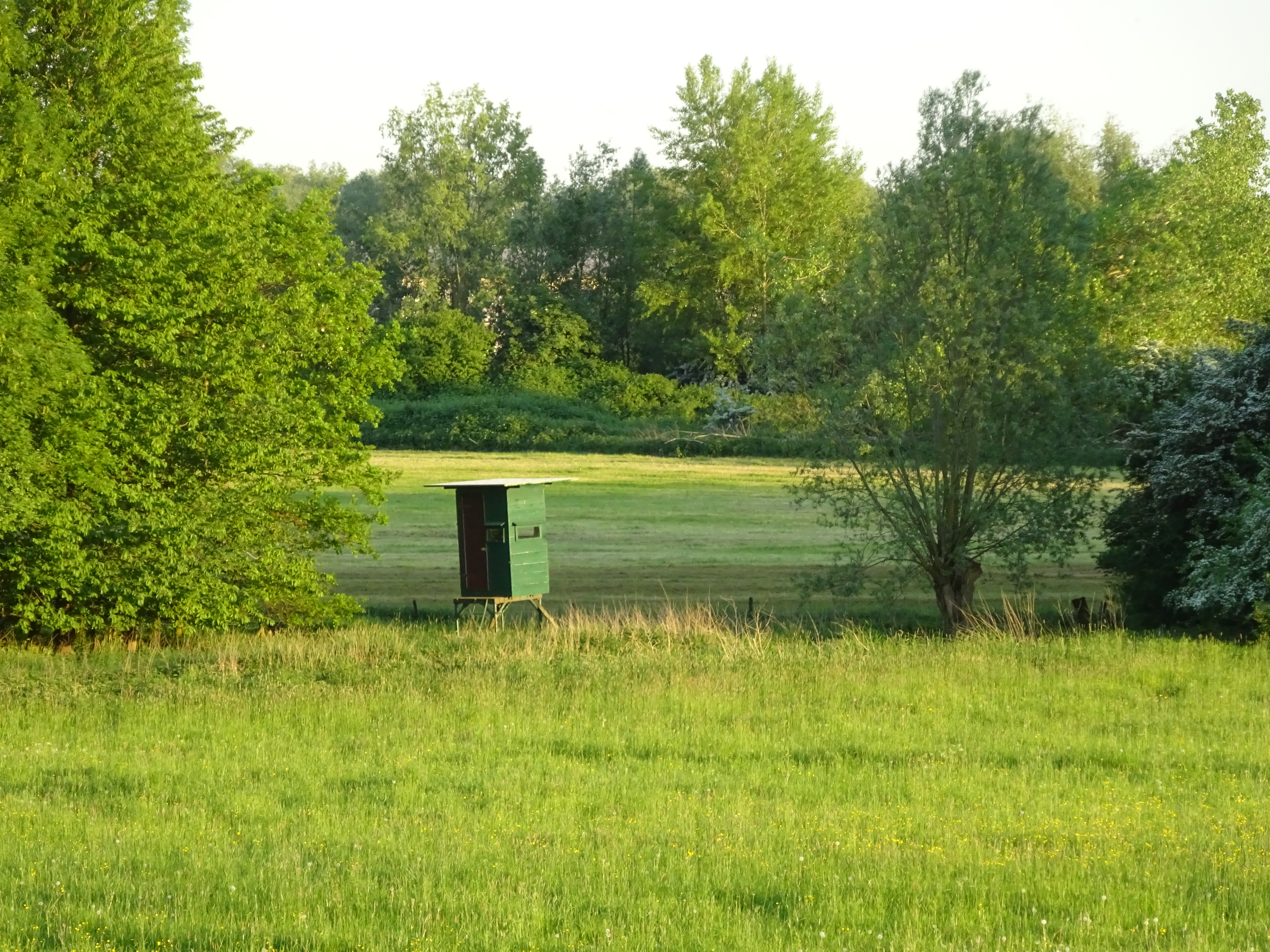
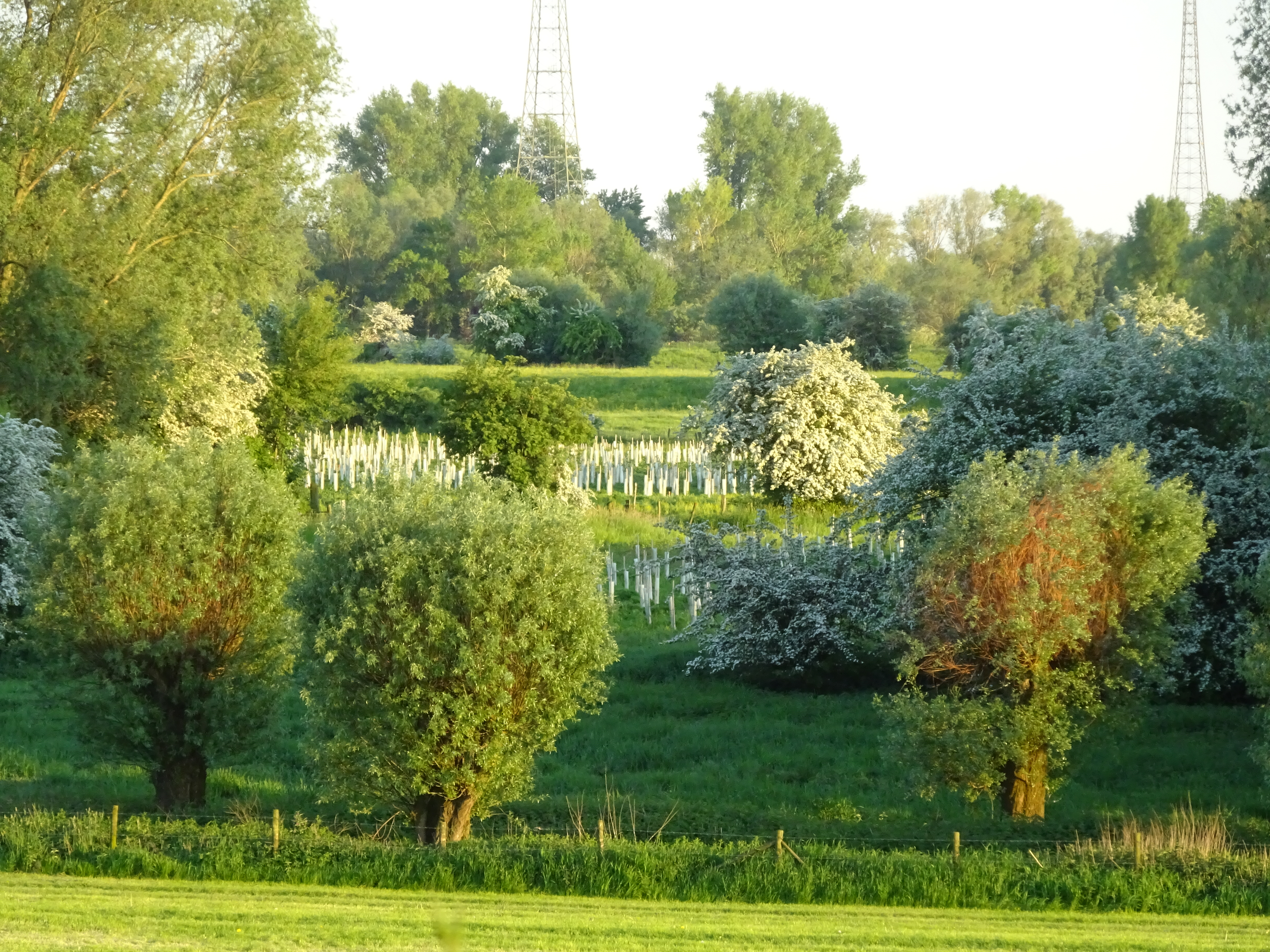
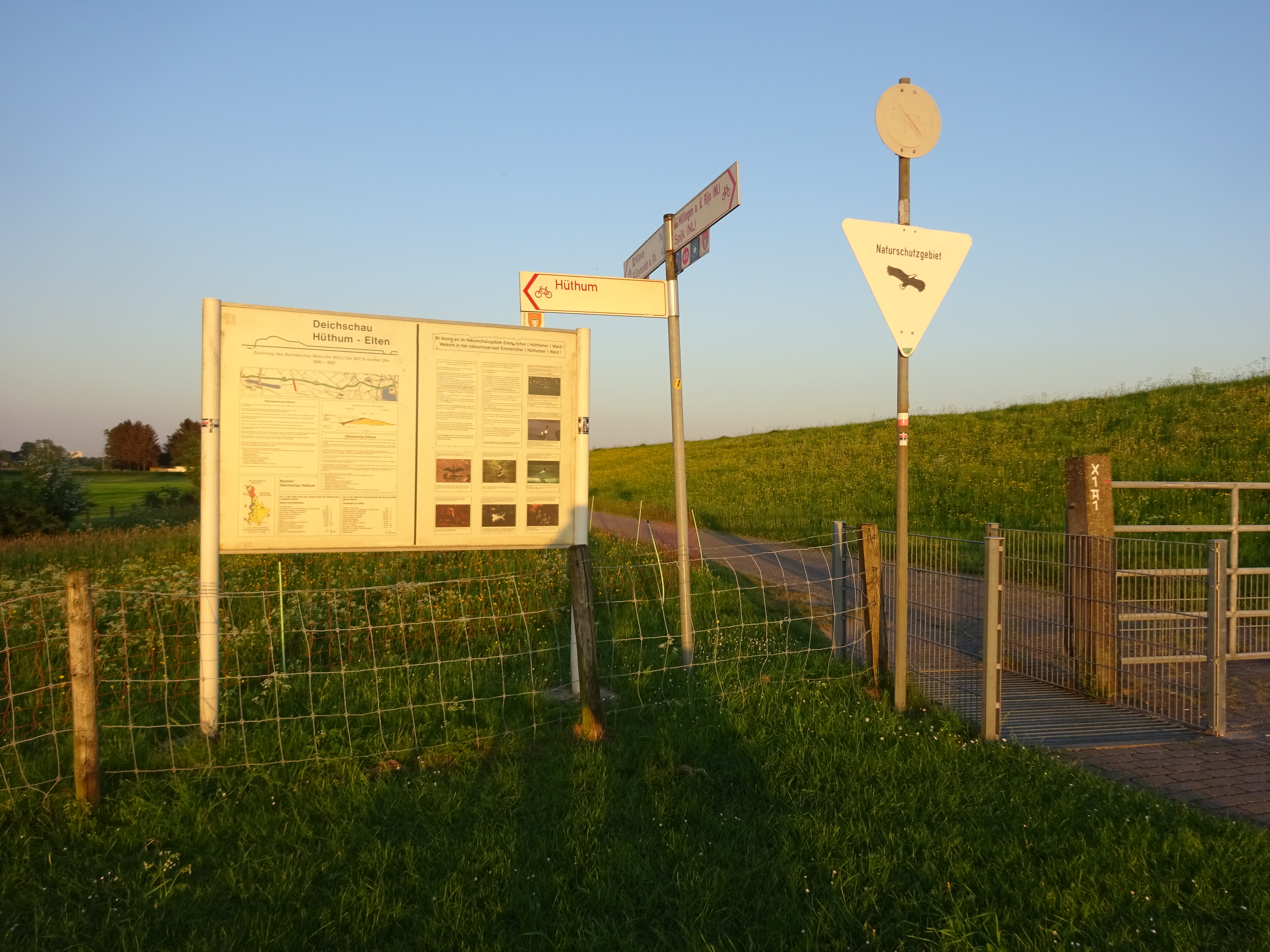
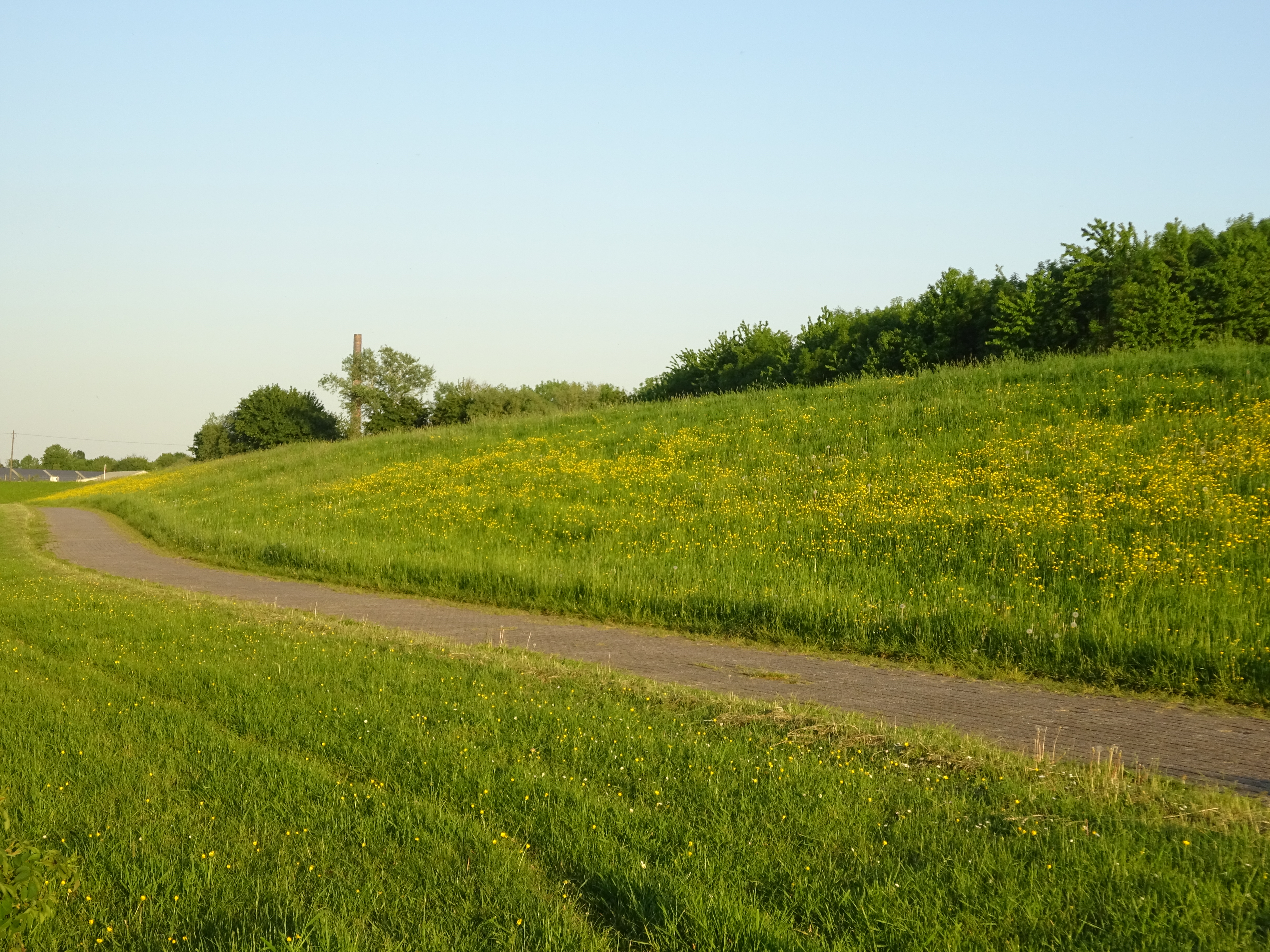